# Papieros leczniczy
Papierosy lecznicze – galenowa postać leku roślinnego przeznaczona do palenia. Ma dziś znaczenie jedynie historyczne, bowiem została wyparta przez aerozole lecznicze. W ich skład wchodzi jeden bądź kilka wysuszonych i odpowiednio rozdrobionych surowców roślinnych.
Podczas spalania suchego surowca roślinnego (tlących się liści) część substancji czynnych sublimuje i ulatnia się w postaci dymu, czyli koloidowo zawieszonych w powietrzu drobnych cząstek stałych, które, wciągnięte z powietrzem do płuc podczas wdechu, osiadają na błonie śluzowej i ulegają  absorpcji, mogąc oddziaływać miejscowo i ogólnoustrojowo. Tak np. dostają się do płuc alkaloidy z opium, spalane przez użytkowników tej substancji w fajkach opiumowych.

## Przykłady
W lecznictwie papierosy stosowano przede wszystkim w zwalczaniu objawów astmy. W ich skład wchodziły surowce roślinne zawierające alkaloidy tropinowe, takie jak liście lulka czarnego, bielunia dziędzierzawy czy pokrzyku wilczej jagody.
- Papierosy przeciwastmatyczne sporządza się z następujących składników:

Folium Hyoscyami     
Folium Belladonnae   
Folium Stramonii       
Natrium nitricum        
Aqua                        
Miesza się je w odpowiednich proporcjach, przepaja roztworem azotanu sodu w gorącej wodzie, następnie dokładnie miesza i suszy. Z otrzymanego proszku wyrabia się papierosy, można go również spalać na miseczce i wdychać dym. Do płuc dostaje się zaledwie jedna trzecia zawartych w proszku alkaloidów, reszta rozkłada się podczas żarzenia.